# Khonsu

Khonsu

Khonsu (o Kons, Khensu, Khons, Chons, Khonshu) è una divinità egizia appartenente alla religione dell'antico Egitto, dio della luna, del tempo, della guarigione e della giovinezza. Il suo nome significa Viaggiatore e potrebbe riferirsi al viaggio della luna attraverso il cielo notturno. Era anche il dio che misurava il passare del tempo, caratteristica condivisa con l'altro dio lunare Thot: mentre quest'ultimo determinava il tempo in generale, Khonsu era legato al tempo degli uomini. Era inoltre parte della triade tebana insieme ad Amon e Mut di cui era considerato figlio.

## Nome e caratteristiche

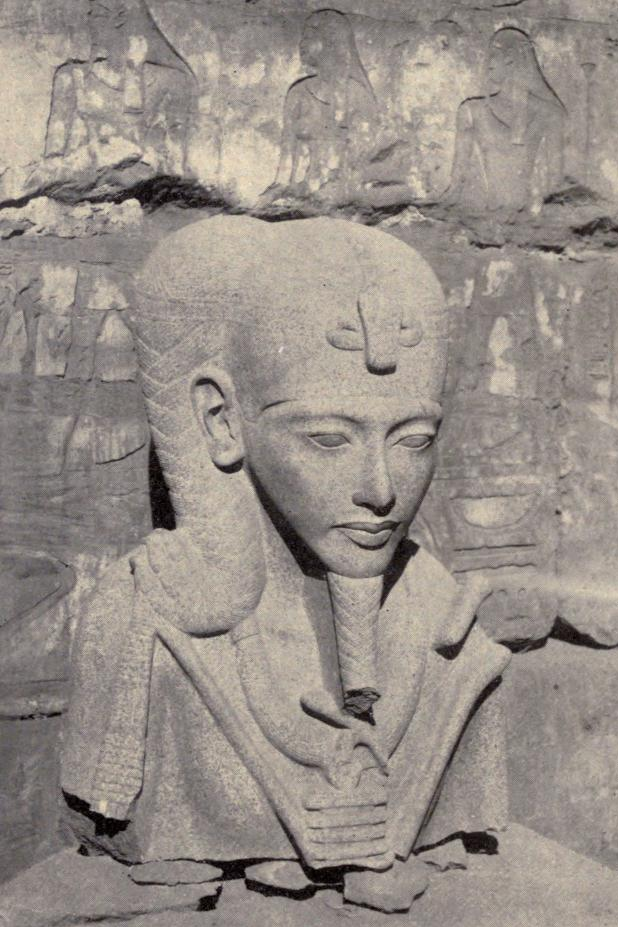
Frammento di una statua di Khonsu in granito, risalente alla tarda XVIII dinastia (foto di Arthur Weigall, 1913)

Il suo nome riflette il fatto che la luna (identificata come Iah) viaggi attraverso il cielo notturno, poiché significa Viaggiatore. 
| Aa1 · n | M23 | w | A40 |

ḫnsw (Khonsu)

### Aspetti violenti del mito di Khonsu
Il nome di Khonsu potrebbe anche essere interpretato come Placenta del re: in epoca arcaica, Khonsu era probabilmente considerato un terrificante dio che trucidava i nemici del faraone per poi estrarne le viscere che, in qualche modo, sarebbero poi state utili al re. Creava così una metaforica placenta per la difesa del sovrano; inoltre di lui si legge, nei Testi delle piramidi:
≪Khonsu, Che uccise i signori, Che li strangola per il Faraone e che per Lui estrae ciò che si trova nei loro corpi.≫
Questo aspetto sanguinoso del mito di Khonsu portò le persone a riferirsi a lui - sempre nei Testi delle piramidi - come Colui Che vive sui cuori (PT258) o che è in grado di provare la rabbia che brucia i cuori (PT310). Divenne poi un dio connesso alla placenta propriamente detta, ritenuto una deificazione della placenta reale e, così, un protettore delle nascite. 
Aveva inoltre gli epiteti di Colui Che abbraccia, Esploratore, Difensore e Pianificatore.

## Evoluzione

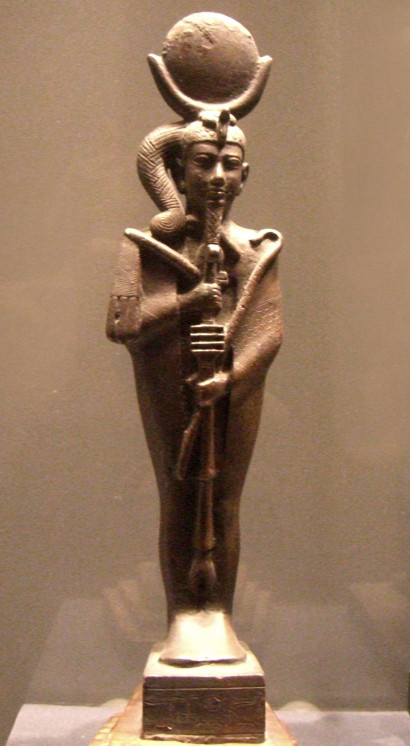
Statuetta di Khonsu in bronzo, risalente al Periodo tardo dell'Egitto. Museo del Louvre, Parigi.

Nella teologia tebana, durante il Medio Regno (2055 a.C. - 1650 a.C.), Khonsu rimpiazzò il dio della guerra Montu nel ruolo di figlio di Amon; ciò avvenne perché il laghetto sacro nei pressi del grande tempio di Mut, l'isheru, aveva la forma di una luna crescente, principale attributo di Khonsu. Il padre adottivo del dio fanciullo fu individuato in Amon, il Re degli dei che, con la vittoria del faraone Ahmose (ca. 1539 a.C. - 1513 a.C.) sugli invasori hyksos e la fondazione della XVIII dinastia egizia, assurse al rango di divinità nazionale: Tebe, la città di cui era patrono, divenne infatti la capitale del Paese nel Nuovo Regno (1550 a.C. - 1069 a.C.). Nella stessa epoca, la sua sposa arcaica, Amonet, fu sostituita da Mut. Siccome la natura di Amon e Mut era considerata benevola e protettiva, Montu, rappresentato solitamente armato, finì col perdere i suoi connotati aggressivi. 
Sia Thot che Khonsu erano adorati come divinità della luna, benché col tempo in Thot sia prevalsa la caratteristica di dio della scrittura e della conoscenza, specie se scritta. Altre divinità associate alla luna erano Osiride, Min, Shu e Khnum.

## Iconografia

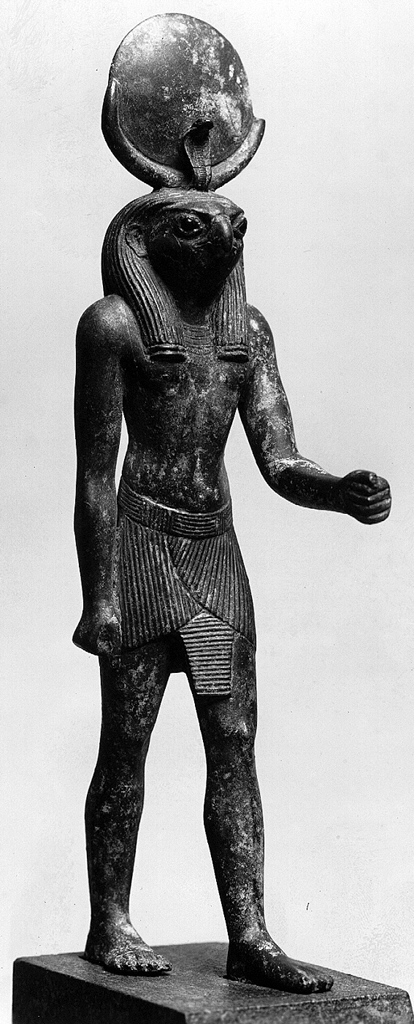
Statuetta di Khonsu raffigurato come uomo con testa di falco sormontata dalla luna, risalente al Periodo tardo dell'Egitto. Walters Art Museum, Baltimora.

Khonsu era tipicamente rappresentato come un fanciullo mummificato, o stretto in un sudario, con i segni esteriori e gli oggetti dell'infanzia: una ciocca di capelli su un lato della testa, così come una collana menat e il flagello e il bastone ricurvo tipici del faraone. Condivide gli attributi di altri dei bambini e fanciulli come Horus e Shu. Talvolta compare con testa di falco, come Horus o anche con testa d'aquila, era associato come dio protettivo e guaritore, adornato con il disco solare e la luna crescente.
Fece la sua comparsa nei Testi delle piramidi e nei Testi dei sarcofagi, ma non raggiunse l'apice della sua popolarità e influenza fino al Nuovo Regno, quando veniva chiamato il più grande Dio fra i grandi Dei. Molte parti del complesso templare di Karnak erano dedicate a Khonsu, nel periodo ramesside. Il suo tempio principale, nel complesso di Karnak, è in buono stato di conservazione e su una delle pareti compare una cosmogonia nella quale Khonsu è accostato al grande serpente che rende fertile l'uovo cosmico durante la creazione del mondo. 
Il suo animale sacro era il babbuino, animale tradizionalmente associato alla luna e a Thot: in questa forma, Khonsu veniva chiamato Custode dei Libri del Termine dell'Anno. 

## Ruolo e culto

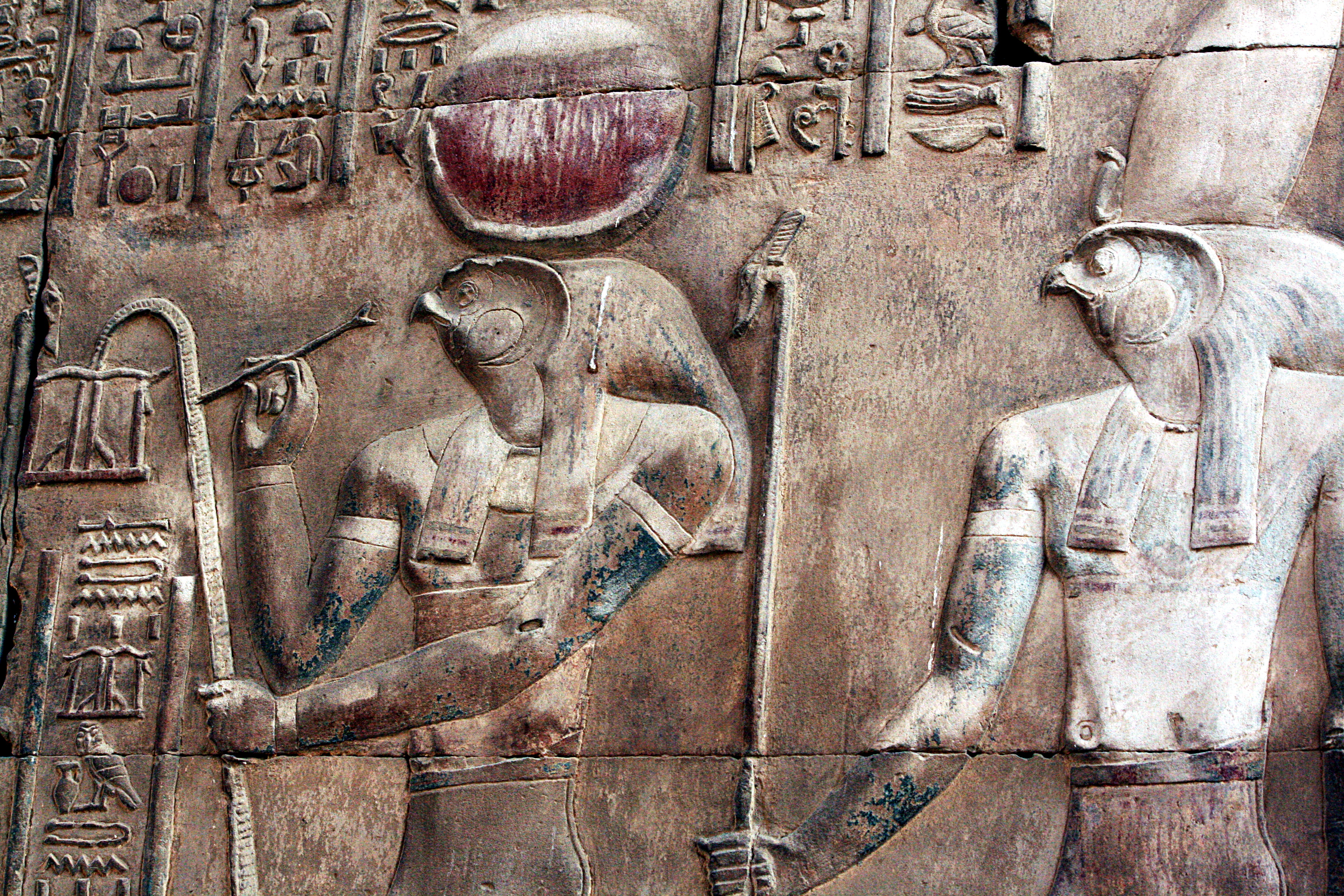
Khonsu, raffigurato come uomo con testa di falco sormontata dalla luna, nei panni di dio della conoscenza e del tempo intento a scrivere. Rilievi sulle pareti del tempio di Kôm Ombo.

Si riteneva che proteggesse coloro che viaggiavano di notte. Come dio della luce nella notte, Khonsu era invocato come protettore contro gli animali selvatici, oltreché come dio guaritore in generale. Gli egizi credevano che, quando Khonsu si produceva nella luna crescente, la potenza sessuale si incrementasse, le donne concepissero, le mandrie diventassero fertili e le narici e le gole si riempissero di aria pura. 
Mentre numerose divinità, nel corso della storia egizia, furono fuse ad altri dei, Khonsu cominciò viceversa a essere adorato in molteplici aspetti, ad esempio Khonsu-Bambino e Khonsu-di-Tebe.

Un altro ruolo di Khonsu era quello di accompagnare il ba (anima) dei defunti nella duat (aldilà).

A Tebe era talvolta identificato con l'epiteto Neferhotep il cui significato letterale è perfetto di offerte ma può anche significare del buon riposo.

### La stele della principessa di Bakhtan
Il dio Khonsu aveva reputazione di potente guaritore anche al di fuori dell'Egitto. Una stele tramanda il ricordo della subitanea guarigione di una principessa di Bakhtan, sorella di una delle numerosissime mogli di Ramses II, nel momento in cui una statua del dio giunse al suo capezzale. Il faraone aveva consultato l'oracolo di Khonsu a Karnak per sapere come guarire la cognata, dando poi l'ordine di inviare a Bakhtan una statua di Khonsu che si credeva abitata da una speciale manifestazione del dio, chiamata Khonsu Che determina i fati, il Grande Dio che scaccia i demoni della malattia.
Il faraone Tolomeo IV (222 a.C. - 204 a.C.), guarito da una grave malattia, si impose il titolo di Amato da Khonsu Che protegge Sua Maestà e scaccia gli spiriti maligni.

## Nella cultura di massa
Il dio Khonshu compare nell'universo fumettistico Marvel come salvatore e poi protettore e guida dell'antieroe Moon Knight. Il Dio della Luna appare per lo più in visioni e sogni al Cavaliere Bianco con sembianze umanoidi e con un gigantesco teschio rapace come testa ed è caratterizzato da una grande sete di sangue e vendetta.
Lo stesso personaggio appare nella serie tv Moon Knight appartenente al Marvel Cinematic Universe.